# Лейбур
Акционерное общество «Ле́йбур» (эст. AS Leibur) — старейшее предприятие хлебобулочной промышленности Эстонии. Юридический адрес: Таллин, улица Лейва 1.

## История
Предшественником своего предприятия в АО «Лейбур» считают пекарню, открытую ревельским гражданином Юлисом Валентином Екшем (Julius Valentin Jaeksch) в 1762 году в Старом городе. Этот год также считается началом промышленного производства хлебобулочных изделий в Эстонии.

### В Советской Эстонии
Производственное объединение «Лейбур» было основано в 1976 году на базе Таллинского хлебокомбината, Хаапсалуского хлебозавода и Салутагузеского дрожжевого завода. Было объединено 4 завода и 5 производственных единиц, принято название Leibur, и введён в использование логотип предприятия в виде колпака пекаря, который до настоящего времени сохранился почти в неизменённом виде.
В 1978 году на объединении было изготовлено 40 908 тонн хлебобулочных изделий, 1587 тонн кондитерских изделий, 3818 тонн макарон, 2296 тонн дрожжей.
ПО «Лейбур» было одним из крупнейших предприятий пищевой промышленности в Эстонской ССР.
Численность работников объединения по состоянию на 1 января 1979 года составляла 999 человек.

### В Эстонской республике
На сайте акционерного общества Leibur изложена дальнейшая история предприятия: 

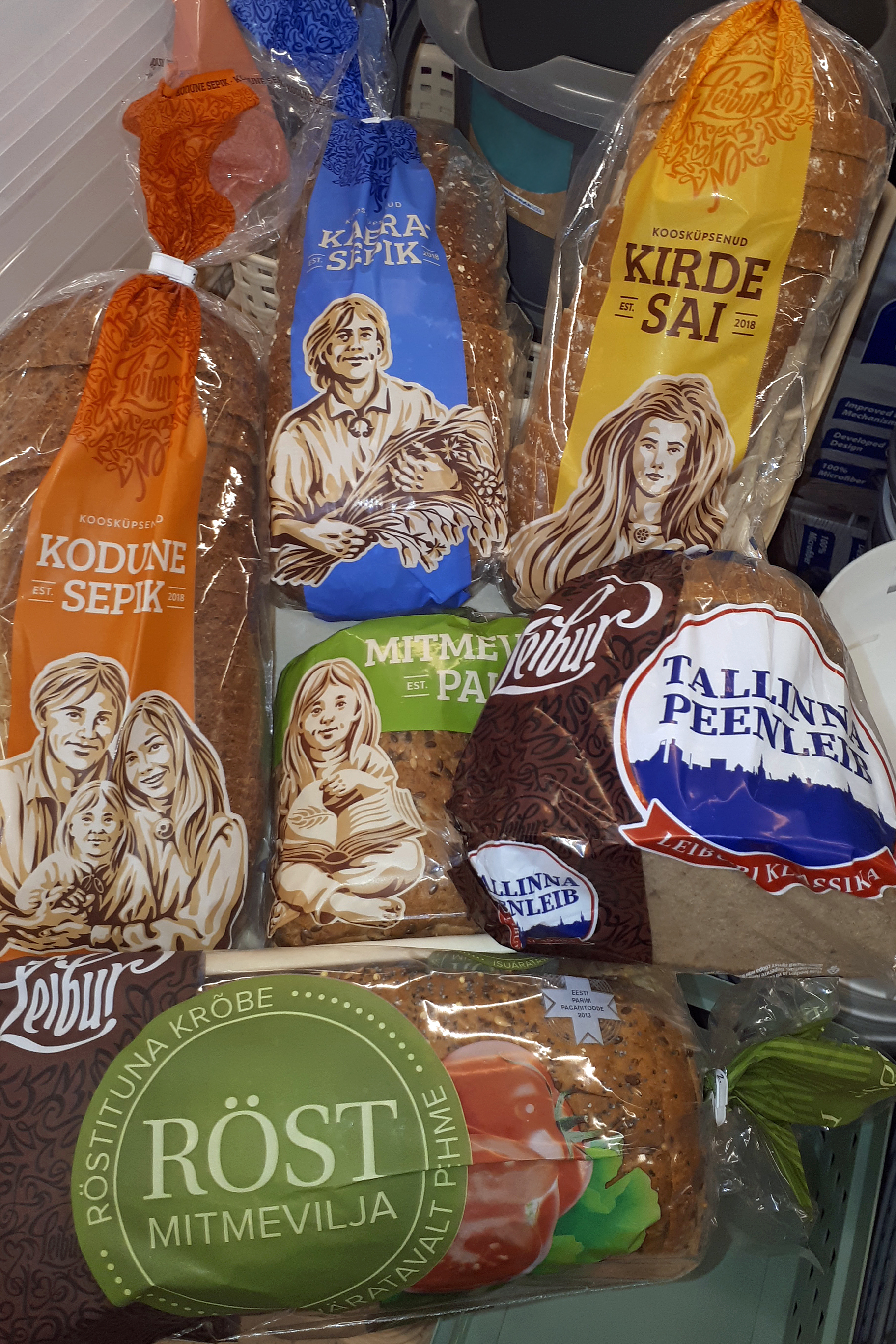
Продукция с маркой «Leibur», 2022 год

- 1993 год — 3/4 предприятия приватизировала финская фирма Cultor, 1/4 — шведский концерн Cerealia AB (из хлебного дивизиона фирмы Cultor позже сформировался концерн Vaasan[фин.], а из Cerealia — концерн Lantmännen[швед.]). В этом же году на предприятии, впервые в Эстонии, хлебобулочные изделия стали упаковывать в полиэтиленовые пакеты.
- 1995 год —  начата нарезка хлебобулочных изделий.
- 1997 год —  производство было сосредоточено на таллинском заводе на улице Кадака теэ.
- 2000 год —  выкуплен тартуский хлебозавод “Ceres Pagar”.
- 2005 год —  открыта линия для производства тостового хлеба.
- 2006 год —  начат экспорт тостовых хлебобулочных изделий в страны Прибалтики.
- 2009 год —  предприятию выдан сертификат, соответствующий стандарту ISO 22000:2005 системы управления безопасностью пищевых продуктов. Начат экспорт продукции в Финляндию.
- 2011 год —  внедрена технология «чистых помещений» на линии тостового хлеба, единственная в странах Балтии, которая позволяет производить высококачественные изделия с 7-дневным сроком хранения, не содержащие Е-веществ.
- 2015 год —  с этого года Leibur AS стопроцентно принадлежит шведскому концерну Lantmännen  (которому принадлежит и финский Vaasan OY) —  сельскохозяйственному кооперативу, занимающему лидирующие позиции в Северной Европе как в области сельского хозяйства, машиностроения и биоэнергетики, так и в области производства продуктов питания.
- 2018 год — Leibur AS ввёл в действие новую производственную линию, которая кардинально изменила внешний вид промышленных хлебобулочных изделий: новая технология выпечки «бок к боку» сохраняет влажность и сочность кондитерских и хлебобулочных изделий и подчёркивает их вкус.
- 2018 год — осенью Leibur AS за 38,6 миллиона евро выкупил у материнского предприятия Vaasan Oy его дочерние предприятия в Латвии и Литве[8].

#### Основные показатели предприятия
Торговый оборот предприятия в 2020 году составил 24 717 388 евро, из них доля доходов от экспорта продукции — 45,0 %.
Торговый оборот:
| Год       | 2009  | 2010    | 2011    | 2012    | 2013    | 2014    | 2015    | 2016    | 2017    | 2018    | 2019    | 2020    | 2022    |
| --------- | ----- | ------- | ------- | ------- | ------- | ------- | ------- | ------- | ------- | ------- | ------- | ------- | ------- |
| Тыс. евро | 21810 | ↘ 19591 | ↗ 25623 | ↗ 32189 | ↘ 31920 | ↘ 29609 | ↘ 27957 | ↘ 22508 | ↘ 22027 | ↗ 23255 | ↗ 24554 | ↗ 24717 | ↗ 32125 |

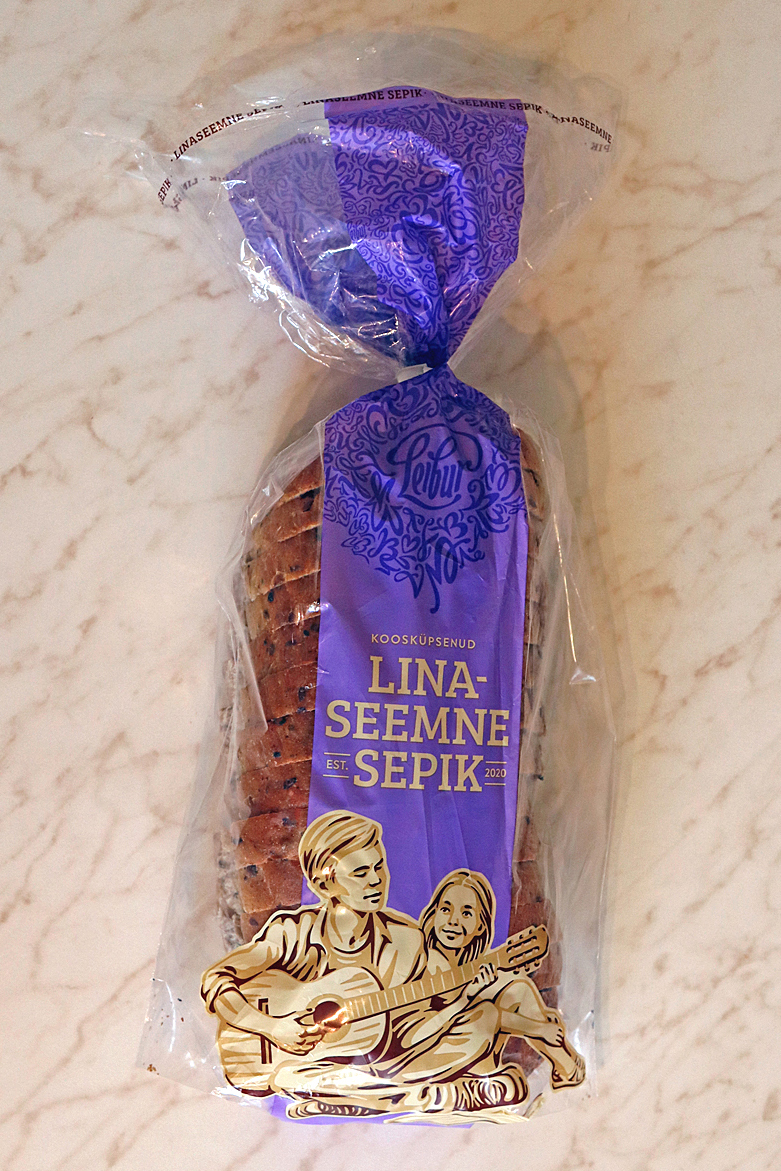
Сепик с семенами льна марки «Leibur»

Численность работников, I квартал года:
| Дата | 2015 | 2016  | 2017  | 2018  | 2019  | 2020  | 2021  | 2022  | 2023  |
| ---- | ---- | ----- | ----- | ----- | ----- | ----- | ----- | ----- | ----- |
| Чел. | 280  | ↘ 229 | ↘ 206 | ↘ 207 | ↘ 192 | ↘ 187 | ↗ 188 | ↗ 200 | ↗ 206 |

Средняя брутто-зарплата в месяц:
| Год  | 2015 | 2016   | 2017   | 2018   | 2019   | 2020   | 2021   | 2022   | 2023   |
| ---- | ---- | ------ | ------ | ------ | ------ | ------ | ------ | ------ | ------ |
| Евро | 1279 | ↗ 1316 | ↘ 1296 | → 1353 | ↗ 1428 | ↗ 1540 | ↗ 1596 | ↗ 1691 | ↗ 1901 |

#### Конкурсы по выпечке хлеба
В 2012 году акционерное общество Leibur объявило конкурс по выпечке домашнего хлеба Leiburi Leivategu, приуроченный к своему 250-летнему юбилею. Такие же конкурсы были проведены в 2013, 2014, 2015, 2016 и 2017 годах. Победителю конкурса выдавалась премия в размере 1500 евро, а разработанный им рецепт принимался в производство следующего года. В первые два года искали лучший рецепт ржаного хлеба, на третий год — хлеба с семенами, на четвёртый — пеклеванного (ситного) хлеба, в 2017 году искали лучший рецепт хлеба с содержанием цельнозерновой ржаной муки не менее 50 %.
В 2013 году победительницей стала Эха Карус (Eha Karus), по её рецепту в 2014 году на предприятии был испечён «Eha hommikuleib» — «Хлеб для завтрака от Эхи».
На конкурс 2014 года было прислано более 60 рецептов как из Эстонии, так и из-за рубежа. В финале встретились участники из Таллина, Пярну, Москвы, Тартумаа и Йыгевамаа. Победительницей стала Эве-Кати Мяги (Eve-Kati Mägi) с рецептом «Kõhu pai» (с эст. буквально — «Паинька живота»), в котором используется много семян подсолнечника, тыквенных, конопляных и льняных семян, а также чернослив и кардамон. В 2015 году победителем стал мужчина — Аллан Тоодо (Allan Toodo) из Пярнумаа с рецептом ситного хлеба с померанцем.
Первый подобный конкурс был проведён Министерством сельского хозяйства Эстонии совместно с Эстонским Союзом хлеба в 2008 году.